# Слобідка-Скипчанська
Слобідка-Скипчанська — село в Україні, у Чемеровецькій селищній громаді Кам'янець-Подільського району Хмельницької області.

## Назва
Перша частина назви села – Слобідка, вказує на тип поселення у часи його заснування, друга – Скипчанська, на те, що воно було приписано до Скіпче.

## Географія
Село розташовано на притоці річки Яромирка.

### Клімат
Слобідка-Скипчанська знаходяться в межах вологого континентального клімату із теплим літом.

## Історія
Найбільш ймовірно поселення було засноване як виселок села Скіпче, тобто «Слобідка» — у Східній Європі XVI—XVIII століття різновид поселення-колонії або новозасноване поселення.
Внаслідок поразки визвольних змагань на початку XX століття, село надовго окуповане російсько-більшовицькими загарбниками.
Радянська окупація принесла колективізацію та розкуркулення, мешканці села зазнали репресій.
В 1932–1933 селяни села пережили жахливі події — Голодомор.
Роки Великого терору 1936-1937 вбито осіб різних національностей і професій, багато людей було виселлено як сім'ї «ворогів народу».
Після завершення Другої світової війни у 1946—1947 роках село вчергове пережило голод.
З 1991 року в складі незалежної України.
15 вересня 2016 року шляхом об'єднання сільських територіальних громад, село увійшло до складу Чемеровецької селищної громади.
До адміністративної реформи 19 липня 2020 року село належало до Чемеровецького району, після його ліквідації, увійшло до складу Кам'янець-Подільського району.
В рамках декомунізації та деколонізації у селі Слобідка-Скипчанська оновили перелік вулиць, так, актуальні назви вулиць на 2024 рік: вул. Героїв Небесної Сотні, вул. Івахова Миколи, вул. Кар'єрна, вул. Лісова.

## Населення
Населення становить 266 осіб станом на 2001 рік.

### Мова
У селі поширені західноподільська говірка та південноподільська говірка, що відносяться до подільського говору, який належить до південно-західного наріччя.

## Природоохоронні території
Село лежить у межах національного природного парку «Подільські Товтри».

## Галерея

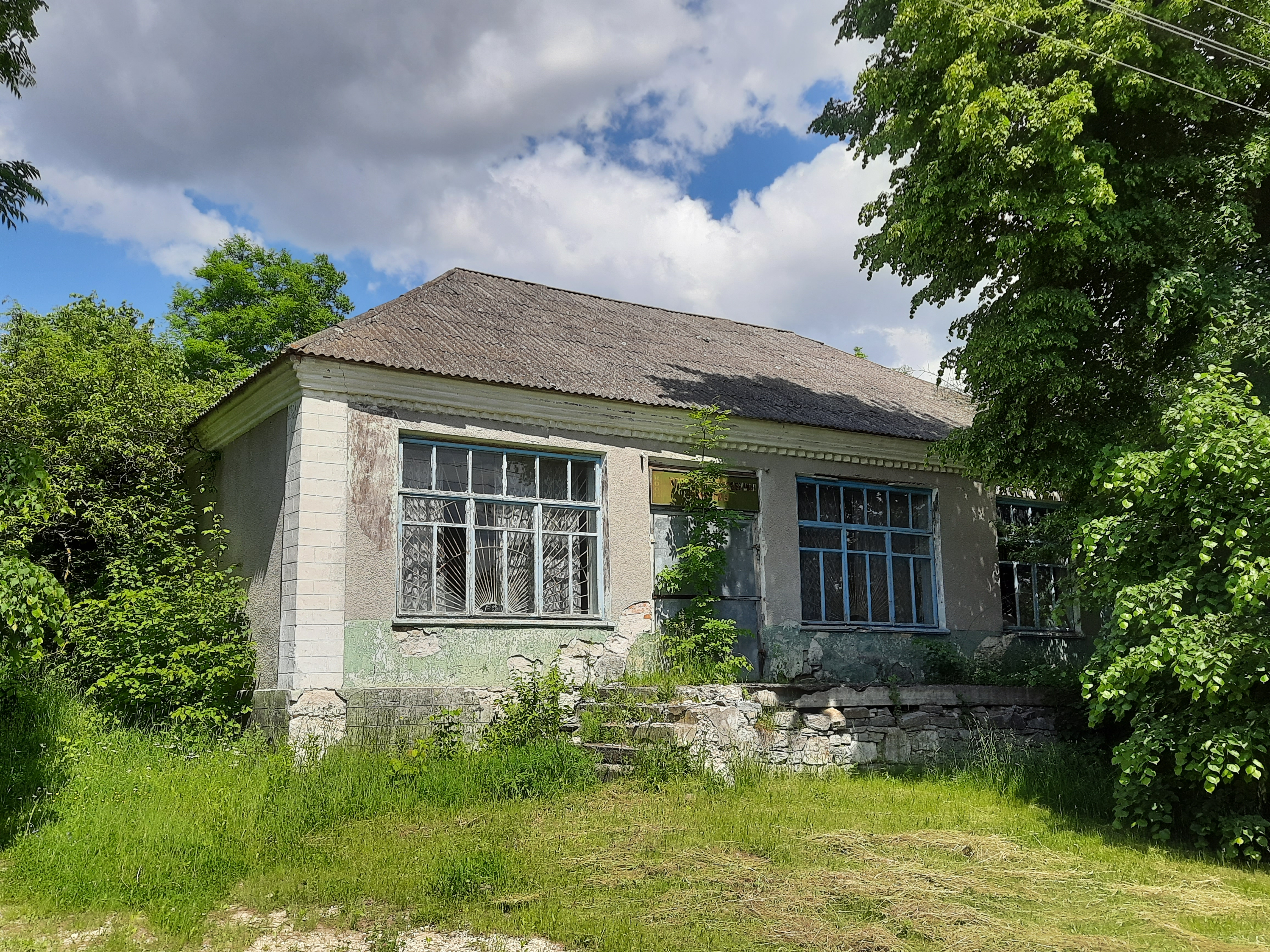
Крамниця
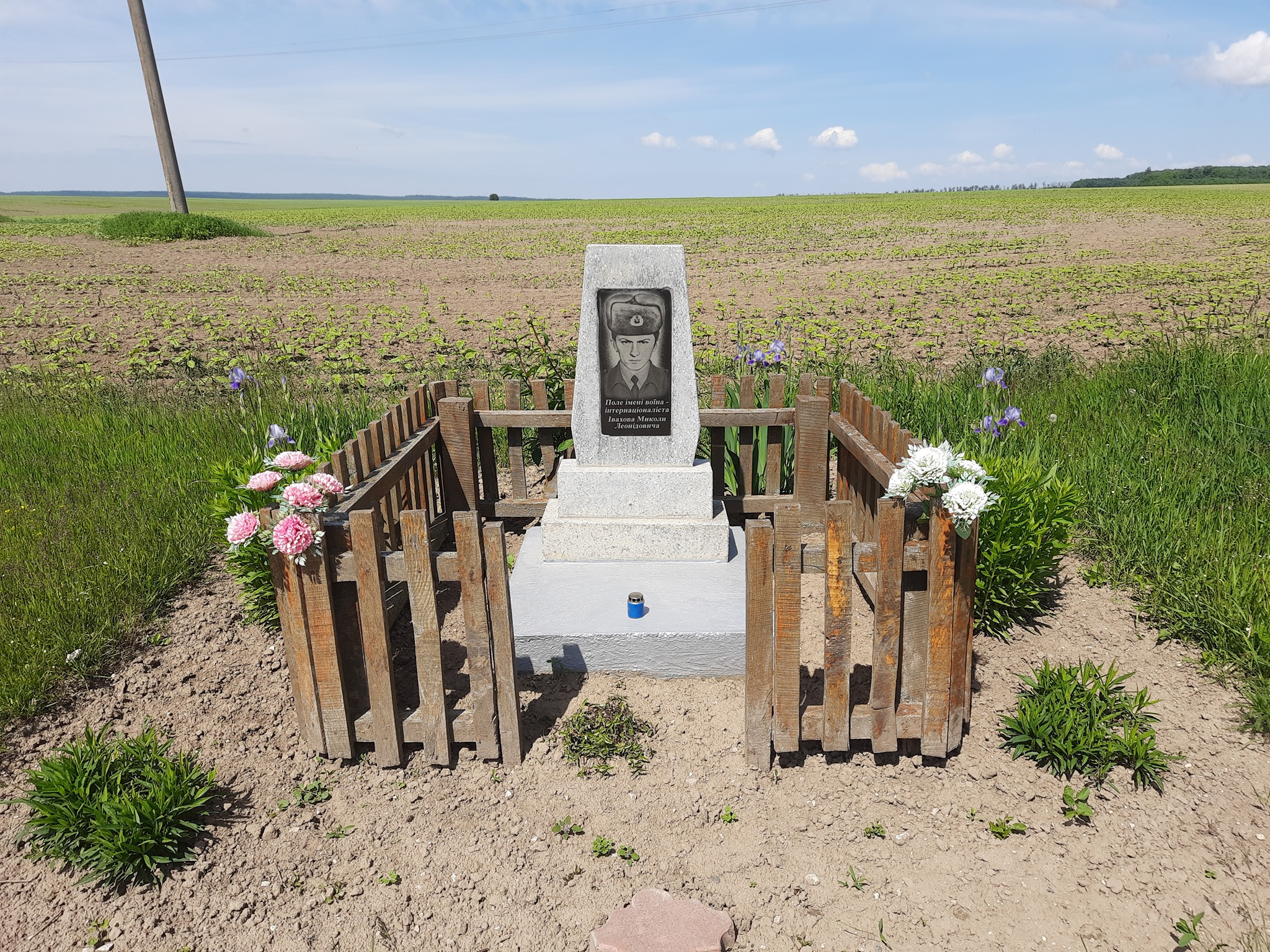
Поле назване в честь односельця, що загинув в Афганістані